# إلمر إف. بينيت
إلمر إف. بينيت (بالإنجليزية: Elmer F. Bennett)‏ هو محامي أمريكي، ولد في 17 سبتمبر 1917 في لونغمونت في الولايات المتحدة، وتوفي في 10 يوليو 1989 في روسلين في الولايات المتحدة.